# Горла Маджоре
Го̀рла Маджо̀ре (на италиански: Gorla Maggiore; на ломбардски: Gorla Magiur, Горла Маджур) е малко градче и община в Северна Италия, провинция Варезе, регион Ломбардия. Разположено е на 254 m надморска височина. Населението на общината е 4982 души (към 2017 г.).